# 3ABN Three Angels Broadcasting Network
3ABN Three Angels Broadcasting Network è un'organizzazione non a scopo di lucro statunitense, la televisione satellitare 24 ore al giorno e la relativa radio annessa alla rete televisiva che si concentra come Hope Channel sulla programmazione cristiana avventista e orientata anche a tematiche come la salute. Si tratta di un ministero indipendente di proprietà e gestione, non è finanziata da alcuna chiesa o gruppo confessionale, tuttavia la 3ABN Three Angels Broadcasting Network è dichiaratamente avventista e sostiene apertamente la Chiesa Cristiana Avventista del Settimo Giorno.

## Storia
La nascita della prima e storica rete televisiva avventista avvenne il 23 novembre 1986, ad opera di Danny e Linda Shelton, dopo due anni di progettazione e costruzione di un sito satellitare uplink in Thompsonville, Illinois, Stati Uniti. Concentrandosi inizialmente sulle trasmissioni via satellite per gli Stati Uniti, 3ABN da allora ha assunto diversi affiliati che trasmettono direttamente nei mercati televisivi in VHF e UHF stazioni e più di 1400 sistemi via cavo TV in tutto il mondo. 3ABN ha la sua sede mondiale in West Frankfort, Illinois, Stati Uniti. Al settembre del 2023 il presidente della 3ABN è Jim Gilley.

## Diffusione
3ABN è il proprietario del secondo più grande delle stazioni televisive a bassa potenza (subito dopo la TBN o Trinity Broadcasting Network) negli Stati Uniti. Nel 2006 i suoi punti di trasmissione negli Stati Uniti erano oltre 100 stazioni, e attualmente ha i permessi di costruzione di molti di più. La rete ha anche un grande centro di produzione a Nižnij Novgorod, in Russia, e ha prodotto una grande varietà di televisione in lingua russa e anche la programmazione radio dal 1993. Questi programmi sono in onda per tutti i paesi di lingua russa con circa 150 stazioni televisive e diversi canali satellitari.
Nel 1999 e nel 2000 3ABN ha la sua grande espansione sia in radio che i televisione via satellite negli Stati Uniti, Europa, Asia, Africa, Medio Oriente, Australia, Nuova Zelanda, e il resto del mondo. Attualmente 3ABN è distribuita in tutto il mondo attraverso 11 satelliti, un servizio di IPTV (www. moiptv.net), e lo streaming video e audio su Internet. 3ABN Radio Network è in rapida crescita in società collegate a causa della FCC permettendo a bassa potenza stazioni FM e AM negli Stati Uniti.
Il 24 agosto 2003, 3ABN ha lanciato una propria rete televisiva spagnola e portoghese chiamata 3ABN Latino.
Il 24 gennaio 2014,  3ABN ha lanciato una propria rete televisiva francese chiamata 3ABN Français.

## Palinsesto
3ABN è una Emittente televisiva e radiofonica famigliare per tutte le età. Ha programmi specificamente incentrati su tematiche come:
la vita familiare - l'educazione, il matrimonio, il romanticismo, le donne, i giovani e gli anziani.
Risanare problemi famigliari o di salute di persone come - i divorziati, gli alcolisti, i fumatori, i tossicodipendenti, gli obesi, gli emarginati.
Promuovere un sano stile di vita mediante l'utilizzo di cure naturali, la pratica del giardinaggio, la Cucina vegetariana e corsi di ginnastica ed esercizio fisico.
Il rapporto quotidiano e costante con Dio attraverso la musica, le testimonianze, i documentari, e le lezioni bibliche. Numerosi documentari sull'operato di ADRA International  sono presenti sul canale satellitare  3ABN.